# Herb Bielska Podlaskiego
Herb Bielska Podlaskiego – jeden z symboli miasta Bielsk Podlaski w postaci herbu.

## Wygląd i symbolika
Herb przedstawia w białej tarczy herbowej czerwonego tura zwróconego w heraldycznie prawą stronę, z lekko zwróconą głową ku przodowi.

## Historia
Herb został nadany miastu na przełomie XV i XVI wieku przez Aleksandra Jagiellończyka. Wedle opisu, herb miał przedstawiać tura. Zostało to zakwestionowane w 1987 roku przez plastyków z pracowni plastycznej z Białegostoku, którym Urząd Miasta Bielsk Podlaski zlecił opracowanie herbu mającego zdobić wieżę ratusza. Odmówili oni wykonania herbu na podstawie przedstawionego wzoru, twierdząc, iż zwierzę na rysunku nie jest turem. Opracowali natomiast własny wzór, który został umieszczony na ratuszowej wieży. W ten sposób powstały dwie wersje herbu miejskiego. Efektem ubocznym sprawy jest błąd w „Herbarzu miast polskich” autorstwa Andrzeja Plewako i Józefa Wanaga, którzy nie otrzymawszy od Urzędu Miasta wzoru herbu opublikowali wersję, którą ostatecznie odrzucono, podając nieprawdziwą informację, iż herb taki „ukształtował się ostatecznie w XIX wieku”. Rada Miejska w Bielsku Podlaskim po uzyskaniu zgody z Instytutu Heraldyczno-Weksylologicznego w Warszawie Uchwałą Nr XXV/149/00 z dnia 30 października 2000 r. uchwaliła, że herbem miasta Bielsk Podlaski jest wizerunek stojącego tura zwróconego w heraldycznie prawą stronę, z głową lekko zwróconą ku widzowi. Sylwetka tura koloru czerwonego umieszczona jest na tarczy koloru białego.